# Austin Hayes
Austin Hayes (Londra, 15 luglio 1958 – Londra, 3 dicembre 1986) è stato un calciatore irlandese, di ruolo difensore.

## Biografia
Morì di cancro ai polmoni, diagnosticatogli tre settimane prima.

## Palmarès

### Club

#### Competizioni nazionali
- Football League Trophy: 1

Millwall: 1982-1983